# Valz-sous-Châteauneuf
 Valz-sous-Châteauneuf  là một xã ở tỉnh Puy-de-Dôme trong vùng Auvergne-Rhône-Alpes miền trung nước Pháp.